# Lucy-le-Bocage
Lucy-le-Bocage település Franciaországban, Aisne megyében. Lakosainak száma 212 fő (2022. január 1.). Lucy-le-Bocage Belleau, Bouresches, Bussiares, Coupru, Essômes-sur-Marne, Marigny-en-Orxois és Torcy-en-Valois községekkel határos.

## Népesség
A település népességének változása:
| Lakosok száma | 140  | 132  | 141  | 176  | 188  | 191  | 195  | 203  | 206  | 212  |
|               | 1968 | 1982 | 1990 | 2006 | 2013 | 2015 | 2017 | 2019 | 2020 | 2022 |